# Biličić
Biličić (en cyrillique : Биличић) est un village de Bosnie-Herzégovine. Il est situé dans la municipalité de Glamoč, dans le canton 10 et dans la fédération de Bosnie-et-Herzégovine. Selon les premiers résultats du recensement bosnien de 2013, il compte 88 habitants.

## Démographie

### Évolution historique de la population
| 1948 | 1953 | 1961 | 1971 | 1981 | 1991 | 2013 |
| ---- | ---- | ---- | ---- | ---- | ---- | ---- |
| -    | -    | 260  | 224  | 188  | 179  | 88   |

|  |